# Хјустон
Хјустон (енгл. Houston) град је у америчкој савезној држави Тексас. Хјустон је највећи град у Тексасу и четврти град по величини у САД. По попису становништва из 2020. у њему је живело 2.301.572 становника. На ширем градском подручју живи 4,7 милиона људи.
Град су основала браћа Ален (Аугустус Чепмен и Џон Кирби) 30. августа 1836. године. Име је добио по тадашњем председнику Републике Тексас Сему Хјустону.
Популација града је нагло расла цветањем индустрије и открићем нафте 1901. године. Средином 20. века у град је смештен Тексашки медицински центар, који је највећи те врсте у свету. У Хјустону је смештен и истраживачки центар НАСА-е.

## Географија
Хјустон се налази на надморској висини од 13 m.

### Клима
| Клима Хјустона (међународни аеродром), 1981–2010 нормале, екстреми 1888–садашњост | Клима Хјустона (међународни аеродром), 1981–2010 нормале, екстреми 1888–садашњост | Клима Хјустона (међународни аеродром), 1981–2010 нормале, екстреми 1888–садашњост | Клима Хјустона (међународни аеродром), 1981–2010 нормале, екстреми 1888–садашњост | Клима Хјустона (међународни аеродром), 1981–2010 нормале, екстреми 1888–садашњост | Клима Хјустона (међународни аеродром), 1981–2010 нормале, екстреми 1888–садашњост | Клима Хјустона (међународни аеродром), 1981–2010 нормале, екстреми 1888–садашњост | Клима Хјустона (међународни аеродром), 1981–2010 нормале, екстреми 1888–садашњост | Клима Хјустона (међународни аеродром), 1981–2010 нормале, екстреми 1888–садашњост | Клима Хјустона (међународни аеродром), 1981–2010 нормале, екстреми 1888–садашњост | Клима Хјустона (међународни аеродром), 1981–2010 нормале, екстреми 1888–садашњост | Клима Хјустона (међународни аеродром), 1981–2010 нормале, екстреми 1888–садашњост | Клима Хјустона (међународни аеродром), 1981–2010 нормале, екстреми 1888–садашњост | Клима Хјустона (међународни аеродром), 1981–2010 нормале, екстреми 1888–садашњост |
| Показатељ \ Месец                                                                 | .Јан.                                                                             | .Феб.                                                                             | .Мар.                                                                             | .Апр.                                                                             | .Мај.                                                                             | .Јун.                                                                             | .Јул.                                                                             | .Авг.                                                                             | .Сеп.                                                                             | .Окт.                                                                             | .Нов.                                                                             | .Дец.                                                                             | .Год.                                                                             |
| --------------------------------------------------------------------------------- | --------------------------------------------------------------------------------- | --------------------------------------------------------------------------------- | --------------------------------------------------------------------------------- | --------------------------------------------------------------------------------- | --------------------------------------------------------------------------------- | --------------------------------------------------------------------------------- | --------------------------------------------------------------------------------- | --------------------------------------------------------------------------------- | --------------------------------------------------------------------------------- | --------------------------------------------------------------------------------- | --------------------------------------------------------------------------------- | --------------------------------------------------------------------------------- | --------------------------------------------------------------------------------- |
| Апсолутни максимум, °C (°F)                                                       | 29 (84)                                                                           | 33 (91)                                                                           | 36 (96)                                                                           | 35 (95)                                                                           | 37 (99)                                                                           | 42 (107)                                                                          | 41 (105)                                                                          | 43 (109)                                                                          | 43 (109)                                                                          | 37 (99)                                                                           | 32 (89)                                                                           | 29 (85)                                                                           | 43 (109)                                                                          |
| Средњи максимум, °C (°F)                                                          | 25,8 (78,4)                                                                       | 27,1 (80,8)                                                                       | 29,3 (84,8)                                                                       | 31,6 (88,9)                                                                       | 34,2 (93,6)                                                                       | 36,1 (97,0)                                                                       | 36,9 (98,4)                                                                       | 38 (100,4)                                                                        | 36,1 (96,9)                                                                       | 33,2 (91,8)                                                                       | 29,4 (85,0)                                                                       | 26,7 (80,0)                                                                       | 38,3 (101,0)                                                                      |
| Максимум, °C (°F)                                                                 | 17,2 (62,9)                                                                       | 19,1 (66,3)                                                                       | 22,8 (73,0)                                                                       | 26,4 (79,6)                                                                       | 30,2 (86,3)                                                                       | 33 (91,4)                                                                         | 34,3 (93,7)                                                                       | 34,7 (94,5)                                                                       | 32,1 (89,7)                                                                       | 27,8 (82,0)                                                                       | 22,5 (72,5)                                                                       | 17,9 (64,3)                                                                       | 26,5 (79,7)                                                                       |
| Просек, °C (°F)                                                                   | 11,7 (53,1)                                                                       | 13,6 (56,4)                                                                       | 17,1 (62,7)                                                                       | 20,8 (69,5)                                                                       | 24,9 (76,9)                                                                       | 28 (82,4)                                                                         | 29,1 (84,4)                                                                       | 29,2 (84,6)                                                                       | 26,6 (79,8)                                                                       | 21,9 (71,5)                                                                       | 16,8 (62,3)                                                                       | 12,4 (54,4)                                                                       | 21,1 (69,9)                                                                       |
| Минимум, °C (°F)                                                                  | 6,2 (43,2)                                                                        | 8,1 (46,5)                                                                        | 11,4 (52,5)                                                                       | 15,2 (59,4)                                                                       | 19,8 (67,6)                                                                       | 23,1 (73,5)                                                                       | 23,9 (75,1)                                                                       | 23,8 (74,8)                                                                       | 21 (69,8)                                                                         | 16,1 (60,9)                                                                       | 11,2 (52,1)                                                                       | 7 (44,6)                                                                          | 15,6 (60,0)                                                                       |
| Средњи минимум, °C (°F)                                                           | −2,9 (26,7)                                                                       | −1,4 (29,5)                                                                       | 1,1 (34,0)                                                                        | 5,6 (42,0)                                                                        | 11,8 (53,3)                                                                       | 18,4 (65,2)                                                                       | 20,8 (69,4)                                                                       | 20,3 (68,6)                                                                       | 13,2 (55,7)                                                                       | 6,3 (43,4)                                                                        | 1,4 (34,5)                                                                        | −2,5 (27,5)                                                                       | −4,7 (23,5)                                                                       |
| Апсолутни минимум, °C (°F)                                                        | −15 (5)                                                                           | −14 (6)                                                                           | −6 (21)                                                                           | −1 (31)                                                                           | 6 (42)                                                                            | 11 (52)                                                                           | 17 (62)                                                                           | 12 (54)                                                                           | 7 (45)                                                                            | −2 (29)                                                                           | −7 (19)                                                                           | −14 (7)                                                                           | −15 (5)                                                                           |
| Количина падавинаmm (in)                                                          | 85,9 (3,38)                                                                       | 81,3 (3,20)                                                                       | 86,6 (3,41)                                                                       | 84,1 (3,31)                                                                       | 129,3 (5,09)                                                                      | 150,6 (5,93)                                                                      | 96,3 (3,79)                                                                       | 95,5 (3,76)                                                                       | 104,6 (4,12)                                                                      | 144,8 (5,70)                                                                      | 110,2 (4,34)                                                                      | 95 (3,74)                                                                         | 1.264,2 (49,77)                                                                   |
| Дани са падавинама (≥ 0.01 in)                                                    | 9,6                                                                               | 9,2                                                                               | 8,8                                                                               | 6,8                                                                               | 8,0                                                                               | 10,6                                                                              | 9,1                                                                               | 8,3                                                                               | 8,0                                                                               | 7,9                                                                               | 8,2                                                                               | 9,5                                                                               | 104,0                                                                             |
| Релативна влажност, %                                                             | 74,7                                                                              | 73,4                                                                              | 72,7                                                                              | 73,1                                                                              | 75,0                                                                              | 74,6                                                                              | 74,4                                                                              | 75,1                                                                              | 76,8                                                                              | 75,4                                                                              | 76,0                                                                              | 75,5                                                                              | 74,7                                                                              |
| Сунчани сати — месечни просек                                                     | 143,4                                                                             | 155,0                                                                             | 192,5                                                                             | 209,8                                                                             | 249,2                                                                             | 281,3                                                                             | 293,9                                                                             | 270,5                                                                             | 236,5                                                                             | 228,8                                                                             | 168,3                                                                             | 148,7                                                                             | 2.577,9                                                                           |
| Сунчано време — месечни проценти                                                  | 44                                                                                | 50                                                                                | 52                                                                                | 54                                                                                | 59                                                                                | 67                                                                                | 68                                                                                | 66                                                                                | 64                                                                                | 64                                                                                | 53                                                                                | 47                                                                                | 58                                                                                |
| Извор: (релативна влажност 1969–1990, сунчаност 1961–1990)                        |                                                                                   |                                                                                   |                                                                                   |                                                                                   |                                                                                   |                                                                                   |                                                                                   |                                                                                   |                                                                                   |                                                                                   |                                                                                   |                                                                                   |                                                                                   |

| Клима Хјустона (Вилијам Хобијев аеродром), 1981–2010 нормале, екстреми 1941–садашњост | Клима Хјустона (Вилијам Хобијев аеродром), 1981–2010 нормале, екстреми 1941–садашњост | Клима Хјустона (Вилијам Хобијев аеродром), 1981–2010 нормале, екстреми 1941–садашњост | Клима Хјустона (Вилијам Хобијев аеродром), 1981–2010 нормале, екстреми 1941–садашњост | Клима Хјустона (Вилијам Хобијев аеродром), 1981–2010 нормале, екстреми 1941–садашњост | Клима Хјустона (Вилијам Хобијев аеродром), 1981–2010 нормале, екстреми 1941–садашњост | Клима Хјустона (Вилијам Хобијев аеродром), 1981–2010 нормале, екстреми 1941–садашњост | Клима Хјустона (Вилијам Хобијев аеродром), 1981–2010 нормале, екстреми 1941–садашњост | Клима Хјустона (Вилијам Хобијев аеродром), 1981–2010 нормале, екстреми 1941–садашњост | Клима Хјустона (Вилијам Хобијев аеродром), 1981–2010 нормале, екстреми 1941–садашњост | Клима Хјустона (Вилијам Хобијев аеродром), 1981–2010 нормале, екстреми 1941–садашњост | Клима Хјустона (Вилијам Хобијев аеродром), 1981–2010 нормале, екстреми 1941–садашњост | Клима Хјустона (Вилијам Хобијев аеродром), 1981–2010 нормале, екстреми 1941–садашњост | Клима Хјустона (Вилијам Хобијев аеродром), 1981–2010 нормале, екстреми 1941–садашњост |
| Показатељ \ Месец                                                                     | .Јан.                                                                                 | .Феб.                                                                                 | .Мар.                                                                                 | .Апр.                                                                                 | .Мај.                                                                                 | .Јун.                                                                                 | .Јул.                                                                                 | .Авг.                                                                                 | .Сеп.                                                                                 | .Окт.                                                                                 | .Нов.                                                                                 | .Дец.                                                                                 | .Год.                                                                                 |
| ------------------------------------------------------------------------------------- | ------------------------------------------------------------------------------------- | ------------------------------------------------------------------------------------- | ------------------------------------------------------------------------------------- | ------------------------------------------------------------------------------------- | ------------------------------------------------------------------------------------- | ------------------------------------------------------------------------------------- | ------------------------------------------------------------------------------------- | ------------------------------------------------------------------------------------- | ------------------------------------------------------------------------------------- | ------------------------------------------------------------------------------------- | ------------------------------------------------------------------------------------- | ------------------------------------------------------------------------------------- | ------------------------------------------------------------------------------------- |
| Апсолутни максимум, °C (°F)                                                           | 28 (82)                                                                               | 31 (87)                                                                               | 34 (93)                                                                               | 36 (97)                                                                               | 39 (103)                                                                              | 39 (103)                                                                              | 39 (103)                                                                              | 41 (106)                                                                              | 40 (104)                                                                              | 36 (97)                                                                               | 31 (88)                                                                               | 29 (84)                                                                               | 41 (106)                                                                              |
| Максимум, °C (°F)                                                                     | 15,7 (60,2)                                                                           | 17,6 (63,6)                                                                           | 21,6 (70,9)                                                                           | 25,6 (78,0)                                                                           | 29,6 (85,2)                                                                           | 32,9 (91,2)                                                                           | 33,8 (92,9)                                                                           | 33,7 (92,7)                                                                           | 31,7 (89,1)                                                                           | 27,1 (80,8)                                                                           | 21,8 (71,2)                                                                           | 17,2 (63,0)                                                                           | 25,8 (78,5)                                                                           |
| Минимум, °C (°F)                                                                      | 6,4 (43,5)                                                                            | 8,4 (47,2)                                                                            | 12 (53,6)                                                                             | 15,8 (60,4)                                                                           | 20,7 (69,2)                                                                           | 23,8 (74,8)                                                                           | 25,1 (77,1)                                                                           | 24,8 (76,6)                                                                           | 22,7 (72,8)                                                                           | 17,4 (63,4)                                                                           | 11,9 (53,5)                                                                           | 7,9 (46,2)                                                                            | 16,5 (61,7)                                                                           |
| Апсолутни минимум, °C (°F)                                                            | −13 (8)                                                                               | −8 (17)                                                                               | −2 (29)                                                                               | 4 (39)                                                                                | 8 (47)                                                                                | 16 (61)                                                                               | 17 (63)                                                                               | 17 (63)                                                                               | 12 (53)                                                                               | 2 (36)                                                                                | −5 (23)                                                                               | −10 (14)                                                                              | −10 (14)                                                                              |
| Количина падавинаmm (in)                                                              | 135,9 (5,35)                                                                          | 179,8 (7,08)                                                                          | 145,3 (5,72)                                                                          | 114,3 (4,50)                                                                          | 107,2 (4,22)                                                                          | 118,6 (4,67)                                                                          | 136,7 (5,38)                                                                          | 140,2 (5,52)                                                                          | 122,7 (4,83)                                                                          | 131,3 (5,17)                                                                          | 124,2 (4,89)                                                                          | 144,3 (5,68)                                                                          | 1.600,5 (63,01)                                                                       |
| Дани са падавинама (≥ 0.01 in)                                                        | 7,2                                                                                   | 7,8                                                                                   | 9,6                                                                                   | 11,5                                                                                  | 12,2                                                                                  | 10,7                                                                                  | 10,3                                                                                  | 8,4                                                                                   | 9,5                                                                                   | 11,8                                                                                  | 10,4                                                                                  | 7,8                                                                                   | 117,2                                                                                 |
| Извор: NOAA (sun 1961–1990)                                                           |                                                                                       |                                                                                       |                                                                                       |                                                                                       |                                                                                       |                                                                                       |                                                                                       |                                                                                       |                                                                                       |                                                                                       |                                                                                       |                                                                                       |                                                                                       |

## Становништво
Према попису становништва из 2010. у граду је живело 2.099.451 становника, што је 145.820 (7,5%) становника више него 2000. године.
|                   | 2010.              | 2000.              |
| Укупно            | 2 099 451 (100,0%) | 1 953 631 (100,0%) |
| Хиспаноамериканци | 919 668 (43,81%)   | 730 865 (37,41%)   |
| Белци             | 537 901 (25,62%)   | 601 851 (30,81%)   |
| Афроамериканци    | 498 466 (23,74%)   | 494 496 (25,31%)   |
| Азијати           | 126 378 (6,020%)   | 103 694 (5,308%)   |
| Остали            | 17 038 (0,812%)    | 22 725 (1,163%)    |

## Партнерски градови
- Карачи
- Каиро
- Истанбул
- Ирапуато
- Уелва
- Перт
- Гвајакил
- Тјумењ
- Луанда
- Тампико
- Чиба
- Мексико Сити
- Абу Даби
- Тајпеј
- Лајпциг
- Баку
- Шенџен
- Ставангер
- Абердин

## Галерија
- Хјустонски универзитет
- Метро Хјустон
- Хјустон 1980
- Хјустон, центар града, сликано из авиона 2018. г.
- Школски аутобус у Хјустону (САД) за превоз ђака
- Кантри клуб
- Тениски комплекс
- Табла за тениски турнир 2014. г.
- Меморијал Херман Медицински центар